# 櫻井天壇
櫻井 天壇（さくらい てんだん、1879年〈明治12年〉10月18日 - 1933年〈昭和8年〉9月10日）は、日本のドイツ文学者、文芸評論家。第八高等学校第二語学科主任教授。会津八一の先輩で義弟。本名は櫻井 政隆（さくらい まさたか）。

## 略歴
新潟県南蒲原郡中野原新田村（現 三条市中野原）出身。1893年（明治26年）4月に新潟県尋常中学校に入学、「九泉童子」と号し、文芸雑誌『文庫』に投稿。
1898年（明治31年）3月に新潟県尋常中学校を卒業、1901年（明治34年）7月に第一高等学校を卒業、9月に東京帝国大学文科大学独逸文学科に入学、カール・フローレンツに師事。
1903年（明治36年）6月から「天壇」と号し、『帝國文學』に評論を発表、1904年（明治37年）7月に東京帝国大学文科大学を最優等で卒業、恩賜の銀時計を下賜された。
1904年（明治37年）9月に東京帝国大学文科大学大学院に入学、引き続きカール・フローレンツに師事、10月に依頼により学習院講師に就任、1905年（明治38年）4月に『帝國文學』の編集委員に就任。
1906年（明治39年）4月に学習院教授に就任、1907年（明治40年）1月に新潟県尋常中学校の2年後輩の会津八一の妹の庸（たか）と結婚、1909年（明治42年）7月に第八高等学校教授に就任。
1912年（大正元年）10月にドイツ語とドイツ文学の研究のため、2年間の留学を命じられ、1913年（大正2年）1月から1914年（大正3年）10月まで文部省留学生としてドイツのベルリン大学に留学。
1924年（大正13年）5月に学生のドイツ語の学習のため、ゲーテの『ファウスト』の翻訳に着手したが、1925年（大正14年）1月に出勤の途中に脳溢血を起こし、入院、3月に退院、5月に翻訳を再開、7月に完成、9月に出版。
1933年（昭和8年）9月10日午前7時15分に愛知県名古屋市南区熱田東町字玉ノ井（現 熱田区玉の井町）の自宅で脳溢血に肺炎を併発して死去、53歳没。新潟県五泉市村松甲の英林寺の先祖代々の墓に眠る。戒名は竜登院殿天壇文達居士。

## 業績
ドイツ象徴詩を初めて日本に紹介して定型詩から自由詩への機運を促し、日本の近代詩の発達に大きく寄与した。

## 人物
ドイツ語の授業は極めて厳格であったが、博識で実力があり、人間的に優れ、温情あふれる指導ぶりであった。

## 栄典
- 1928年（昭和3年）6月25日 - 勲三等瑞宝章[26]
- 1933年（昭和8年）9月10日 - 従三位[27]

## 友人
- 石倉小三郎 - ドイツ文学者、第一高等学校の1年の時からの友人。
- 山岸光宣 - ドイツ文学者、第一高等学校の1年の時からの友人。

## 親族
- 会津八一 - 義兄、妻の兄、後輩、早稲田大学名誉教授、新潟市名誉市民。
- 櫻井國隆 - 長男、ドイツ文学者、高知大学名誉教授。
- 櫻井春隆 - 男孫、ドイツ文学者、埼玉大学名誉教授。

## 主な教え子
- 小柳篤二
- 志賀直哉
- 武者小路実篤
- 久松潜一
- 田中栄一
- 藤枝静男
- 本多秋五
- 植谷久三
- 都留重人
- 野田壽雄
- 佐橋滋
- 村田為五郎 - 経済評論家、元NHK解説委員。
- 岸本實 - 実業家、元横河橋梁製作所社長、第6代日本橋梁建設協会会長。

## 著作物

### 主な評論
- 「現實癖の文藝」『帝國文學』1903年6月。
- 「詩人蒲原有明を論ず」『帝國文學』1904年3月。
- 「詩人リヽエンクロオン」『帝國文學』1904年6月。
- 「戱曲『フアウスト』の評論に就て」『帝國文學』1904年10月。
- 「比較硏究の精神」『帝國文學』1905年1月。
- 「詩人としてのシルレル」『帝國文學』1905年5月。
- 「有明の詩論」『帝國文學』1905年7月。
- 「𧰼徵詩を論じて有明の春鳥集に及ぶ」『帝國文學』1905年8月。
- 「ミュンヘン詩派の詩歌」『帝國文學』1907年7月。
- 「獨逸自然派諸家の戱曲」『早稻田文學』1907年7月。
- 「最近獨逸の鄕土文學」『早稻田文學』1908年3月。
- 「獨逸の抒情詩に於ける印象的自然主義」『早稻田文學』1908年6月。
- 「ハウプトマン作『日出前』」『早稻田文學』1909年1月。
- 「詩人デエメル及其前後」『早稻田文學』1909年5月。
- 「ホオフマンスタアル論」『早稻田文學』1910年12月。
- 「ズーダーマン雜感」『早稻田文學』1912年5月。
- 「獨逸の群衆劇術に就いて」『早稻田文學』1915年7月。

#### 遺稿
- 『櫻井政隆遺稿』櫻井國隆[編]、會津八一[題字]、櫻井國隆（私家版）、1934年。

### 訳書
- 『ファウスト』ヨハン・ヴォルフガング・フォン・ゲーテ[著]、大村書店〈ゲーテ全集 第3巻〉、1925年。
  - 『ファウスト』ヨハン・ヴォルフガング・フォン・ゲーテ[著]、大東出版社、1943年。
- 『レーナウ詩集』ニコラウス・レーナウ[著]、岩波書店〈独逸文学叢書 第11編〉、1927年。
- 『ヴィルヘルム・テル』フリードリヒ・フォン・シラー[著]、岩波書店〈岩波文庫 444-445〉、1929年。
  - 『ヴィルヘルム・テル』フリードリヒ・フォン・シラー[著]、岩波書店〈岩波文庫 444-445〉、1948年。